# لوون تادوسیان
لوون تادوسیان (ارمنی: Լևոն Թադեոսյան؛ زاده ۱۸۹۷ - درگذشته ۱۹۸۰)، وی از معماران نوگرای ارمنی‌تبار اهل ایران بود.

## زندگی‌نامه
لوون تادوسیان ۱۸۹۷ میلادی در (۱۲۷۶ خورشیدی) در تهران، تحصیلات ابتدائی و متوسطه را در مدرسه ارمنی‌های تهران به پایان رساند و مهندسی ساختمان را در فرانسه فرا گرفت. پدر وی استاد زرگر «خاچاطور تادوسیان»، از هنرمندان به نام صنایع دستی و جزو گروه سازنده کره جواهرنشان و شمشیر رسمی قاجار و برخی جواهرات سلطنتی دیگر بود. وی در ۱۹۸۰ میلادی (۱۳۵۹ خورشیدی) در سن ۸۳ سالگی در نیویورک درگذشت.

## آثار
آثار وی عبارت اند از:
- میدان حسن‌آباد (تهران)
- کاخ مرمر
- کاخ‌موزه سفید سعدآباد، موزه ملت